# Nathalie Bitz
Nathalie Bitz, née le 21 août 1991, est une cavalière française de voltige.

## Carrière
Aux Jeux équestres mondiaux de 2014 en Basse-Normandie, elle est médaillée de bronze en voltige par équipes avec Christopher-Robin Krause, Anthony Presle, Clément Taillez, Rémy Hombecq et Christelle Haennel.